# بيت أجقباش
بيت أجقباش هو قصر وفناء حلبي قديم بُني في منتصف القرن الثامن عشر الميلادي من قِبل (قره علي)، تاجر مسيحي ثري.

## خلفية تاريخية
بيت أجقباش هو واحد من عدة أبنية تاريخية وجدت في حي الجديدة، القسم المسيحي من مدينة حلب. بُني البيت في عام 1757 للميلاد. اشتراه رجل تركي اسمه أجقباش من قره علي حين انتقاله للإسكندرونة.
المنزل مشهور بفنائه الخارجي المزين بزخرفات من العصر المملوكي حيث تم تحويل البناء إلى متحف في عام 1973 ثم تم ترميمه في ثمانيات القرن العشرين فالبناء مشهور بسبب زخرفاته المنحوتة بشكل جميل والتي تزين الفناء. وقد قيل بأن نمط تصميم زخرفاته أثرت بشكل كبير على الزخرفات التقليدية للباروكية.
ظل المنزل متحفاً تقليدياً شعبياً للفن في حلب بزخرفاته الجميلة والأعمال الفنية المحلية القديمة. وكما هو الحال في مدينة حلب فقد تعرض البناء لتهديم كبير وكارثي بسبب المنازعات التي كانت تحدث في الشوارع بسبب الحرب الأهلية في سوريا.
فقد قام كل من الإدارة العامة للآثار والمتاحف واليونيسكو بدراسة إحصائية تم الانتهاء منها في تشرين الثاني\نوفمبر من عام 2017 مفادها تسهيل حالة الطوارئ لهيكل البيت.

## معرض

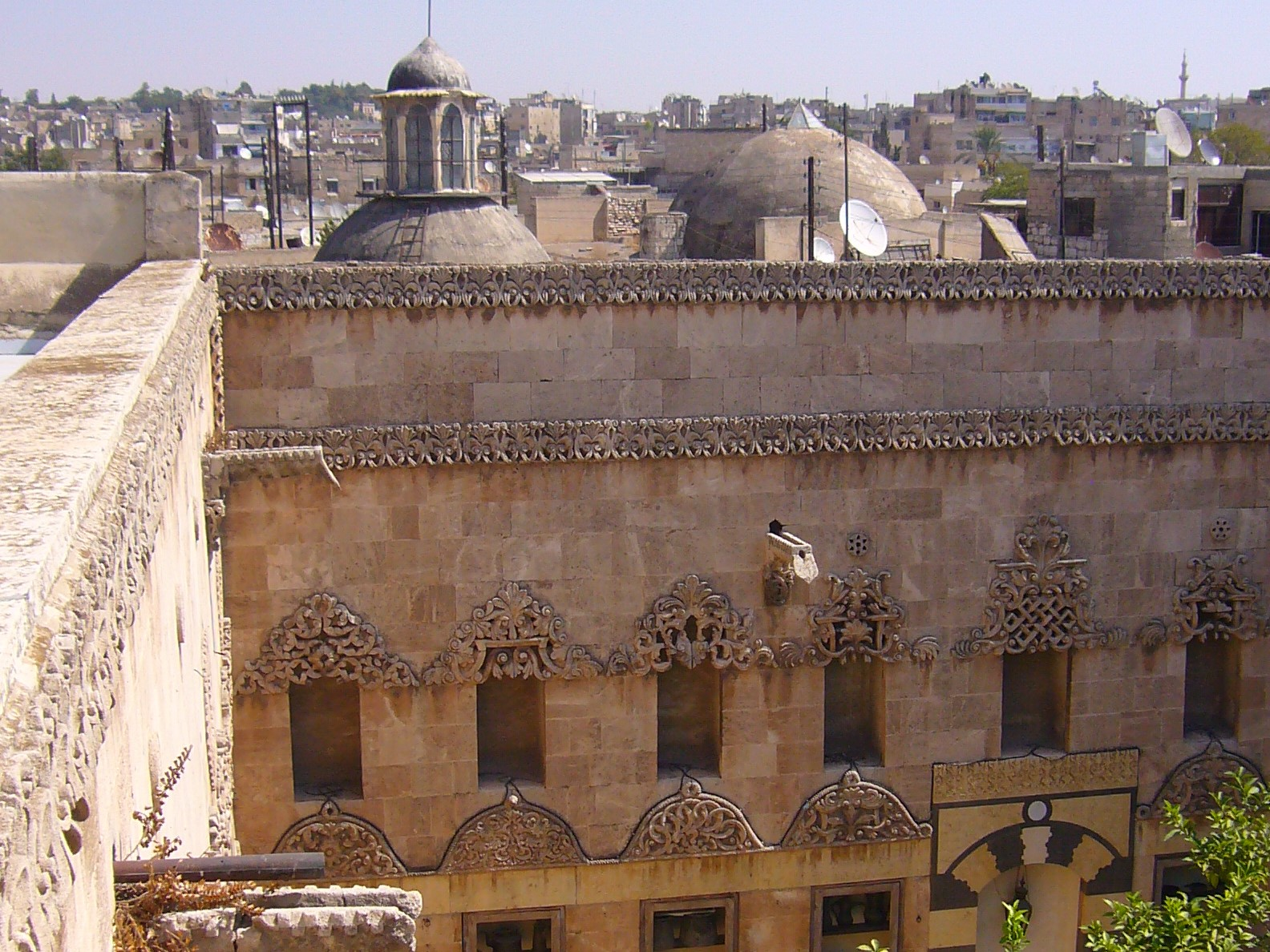
متحف بيت أجقباش في حلب (2010)
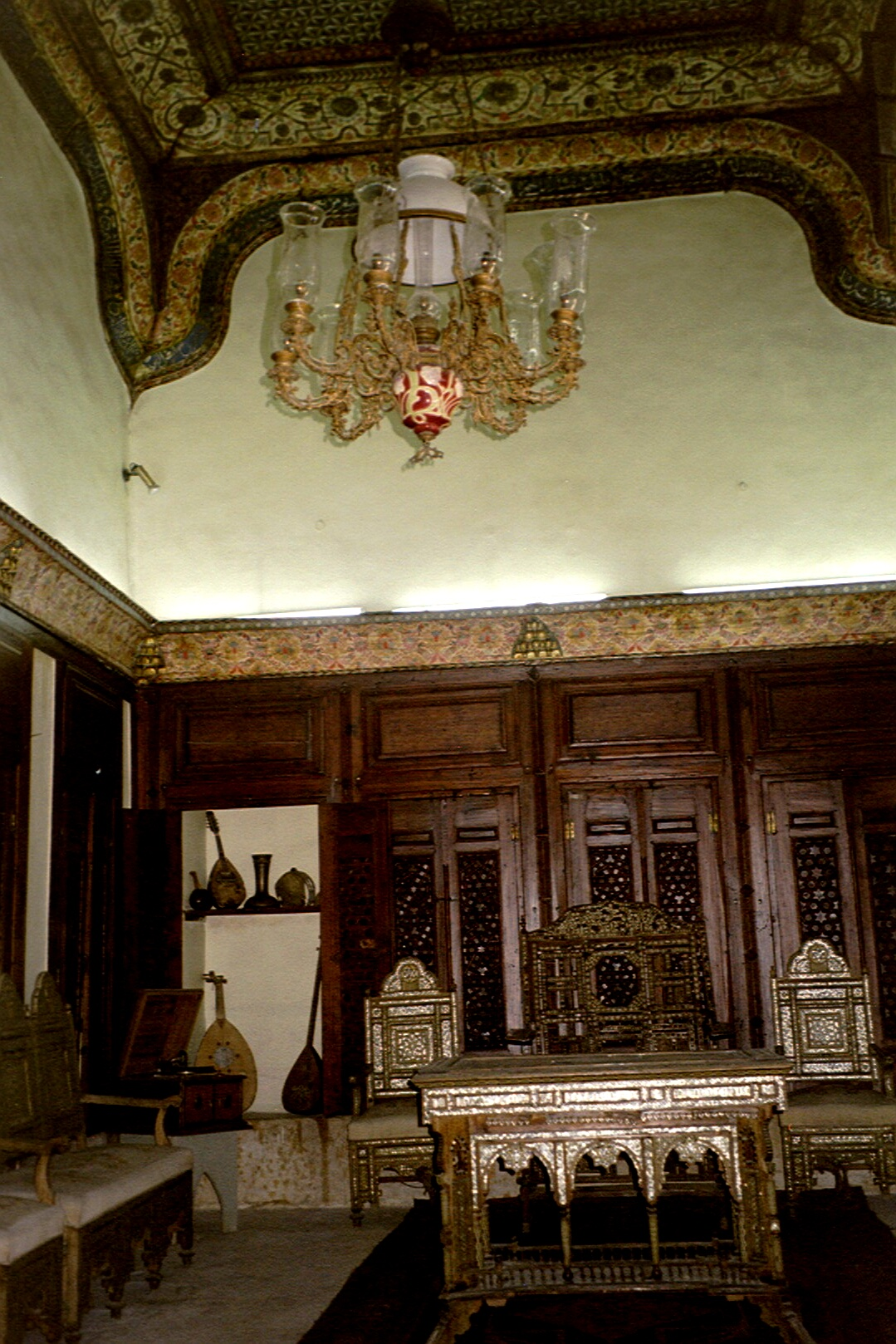
الجزء الداخلي من بيت أجقباش
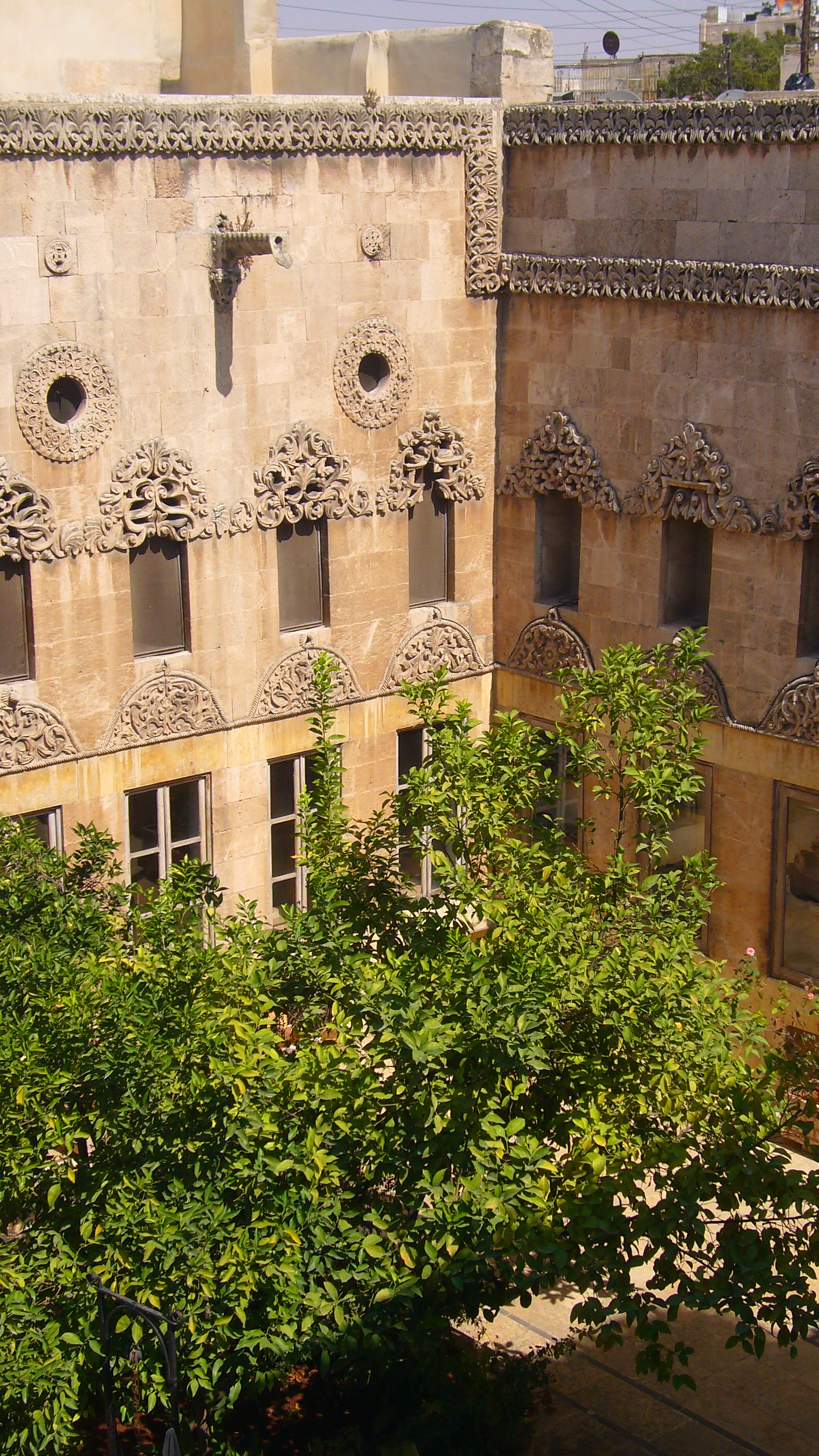
فناء بيت أجقباش (2010)
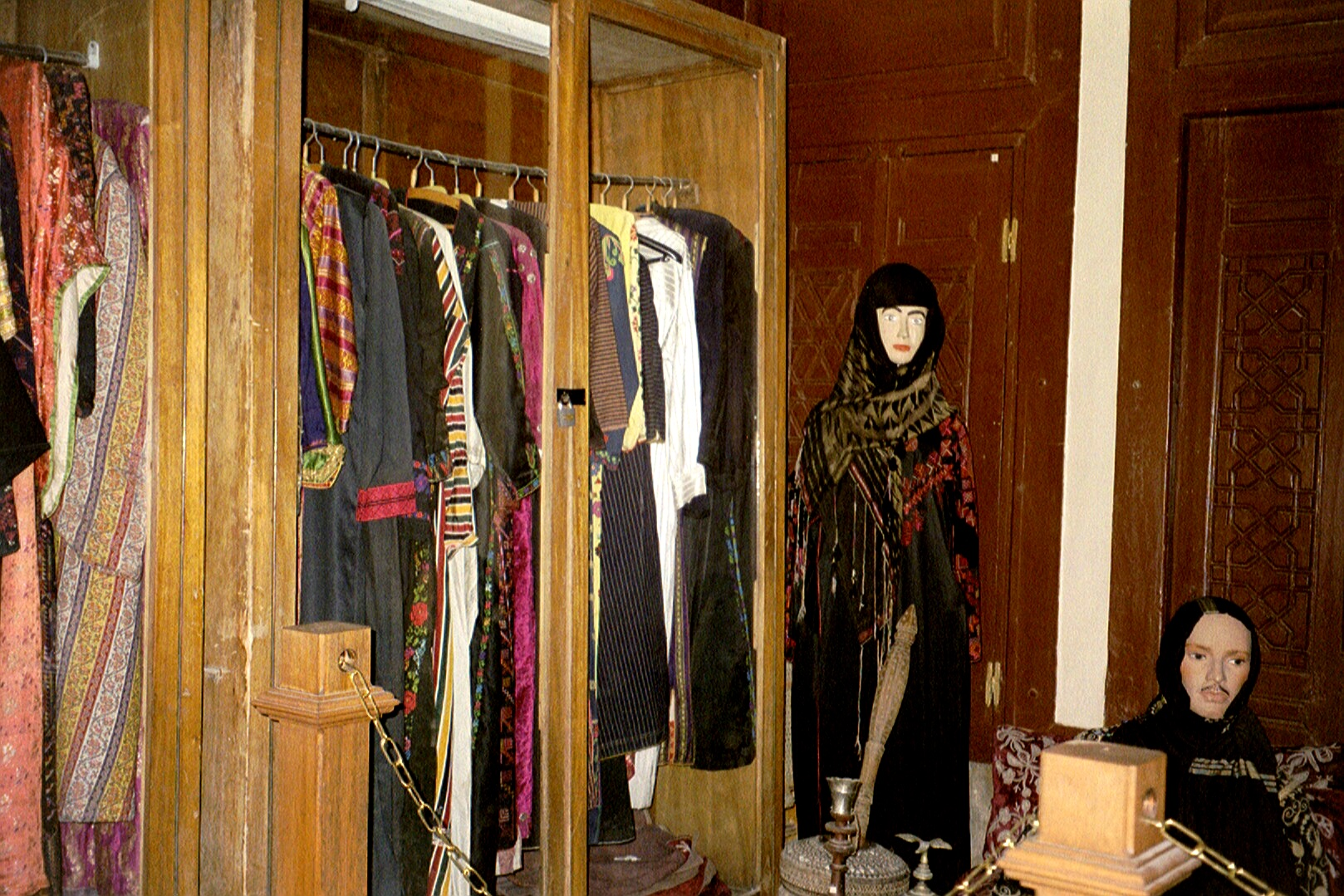
متحف حلب التقليدي الشعبي
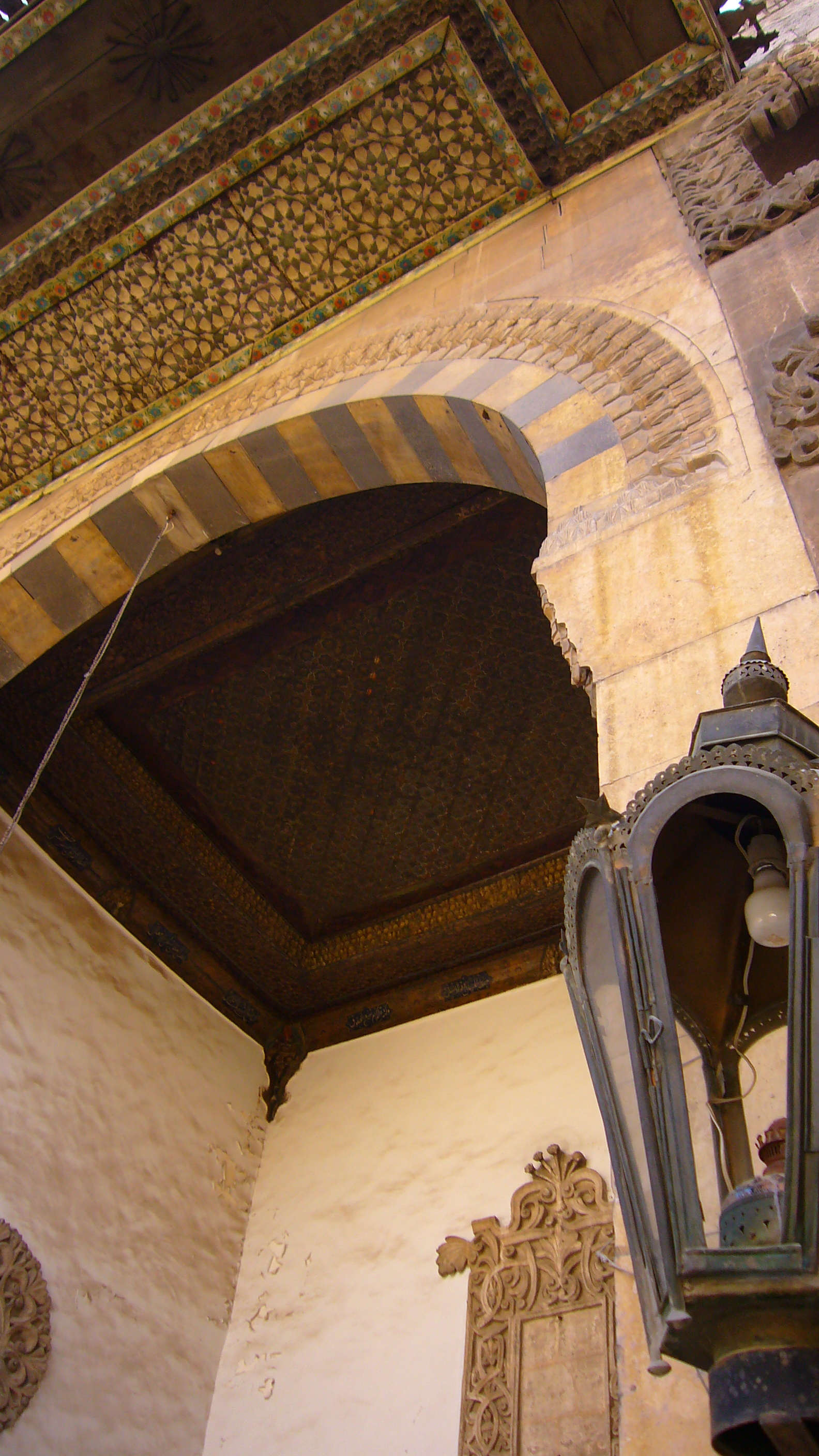
إيوان بيت أجقباش
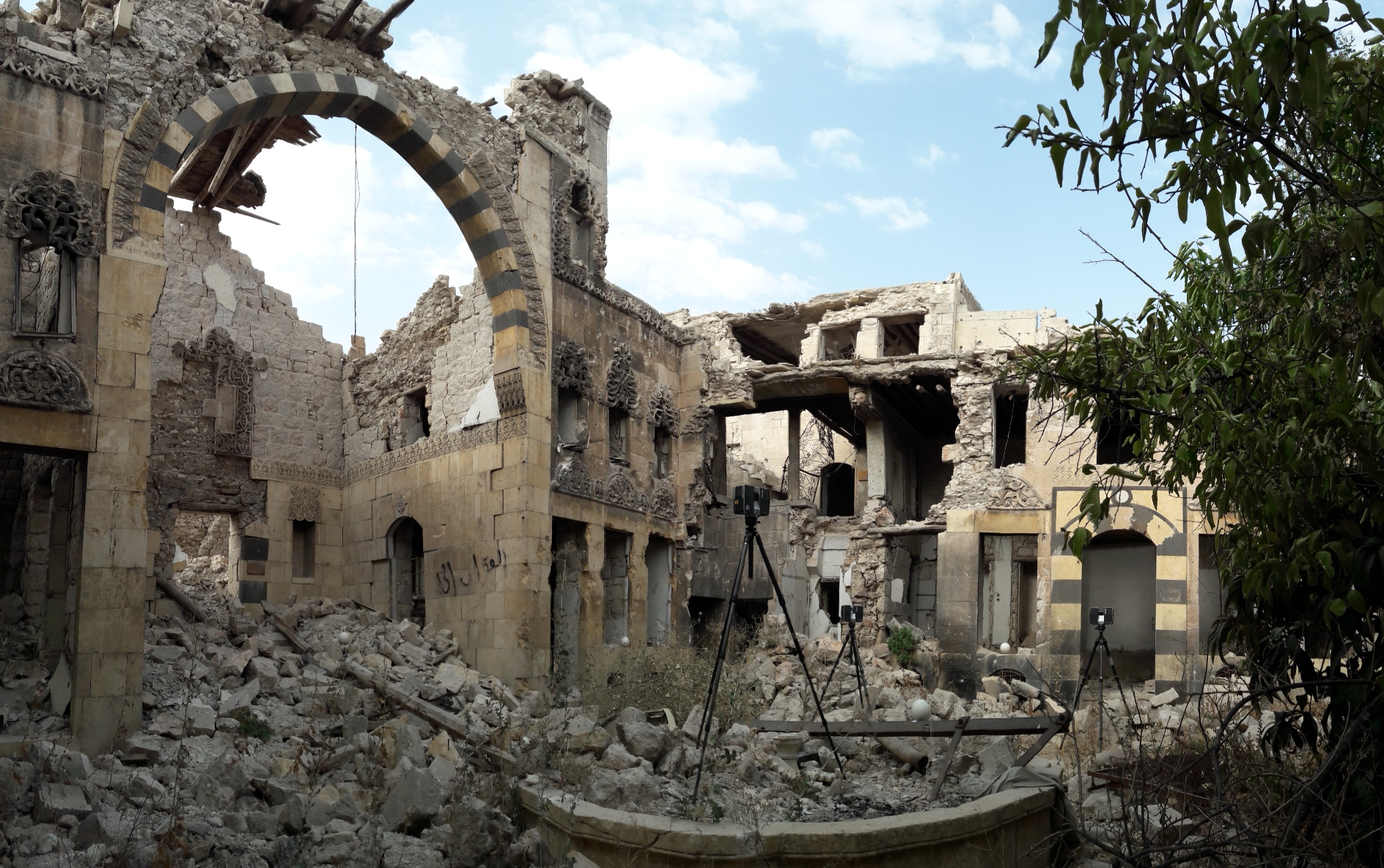
صورة لبيت أجقباش التقطت خلال إحصاء الأضرار

## قراءات إضافية
```
* Salle, Eusèbe de, (1840) 
Pérégrinations en Orient, ou Voyage pittoresque, historique et politique en Égypte, Nubie, Syrie, Turquie, Grèce pendant les années 1837-38-39
. T. 2 , Pagnerre (Paris) p. 194-200. (in French)
```

## روابط خارجية
- Archnet MIT Documentation Center Document Building Style: Ottoman
- Aga Khan Documentation Center Bayt Ajikbash Archive